# Verbandsgemeinde Bitburg-Land
Bitburg-Land was een Verbandsgemeinde in het Duitse Rijnland-Palts, district Bitburg-Prüm. Tot de Verbandsgemeinde behoorden 51 zelfstandige Ortsgemeinden. Bestuurszetel was de stad Bitburg, die zelf geen deel uitmaakte van deze Verbandsgemeinde. Op 1 juli 2014 werd Bitburg-Land opgeheven. De deelnemende gemeenten werden samen met de tot de Verbandsgemeinde Kyllburg behorende gemeenten samengevoegd in de op die datum opgerichte Verbandsgemeinde Bitburger Land.

## Gemeenten
- Baustert, Bettingen, Bickendorf, Biersdorf am See, Birtlingen, Brecht, Brimingen, Dahlem, Dockendorf, Dudeldorf, Echtershausen, Ehlenz, Enzen, Esslingen, Feilsdorf, Fließem, Gondorf, Halsdorf, Hamm, Heilenbach, Hisel, Hütterscheid, Hüttingen an der Kyll, Idenheim, Idesheim, Ingendorf, Ließem, Meckel, Messerich, Metterich, Mülbach, Nattenheim, Niederstedem, Niederweiler, Oberstedem, Oberweiler, Oberweis, Olsdorf, Rittersdorf, Röhl, Scharfbillig, Schleid, Seffern, Sefferweich, Stockem, Sülm, Trimport, Wettlingen, Wiersdorf, Wißmannsdorf, Wolsfeld